# Abrothrix lanosus
Abrothrix lanosus är en däggdjursart som först beskrevs av Thomas 1897.  Abrothrix lanosus ingår i släktet Abrothrix, och familjen hamsterartade gnagare. Inga underarter finns listade i Catalogue of Life.
Denna gnagare förekommer i södra Patagonien och Eldslandet i Chile och Argentina. Habitatet utgörs av skogar och buskskogar.